# Torre d’Isola

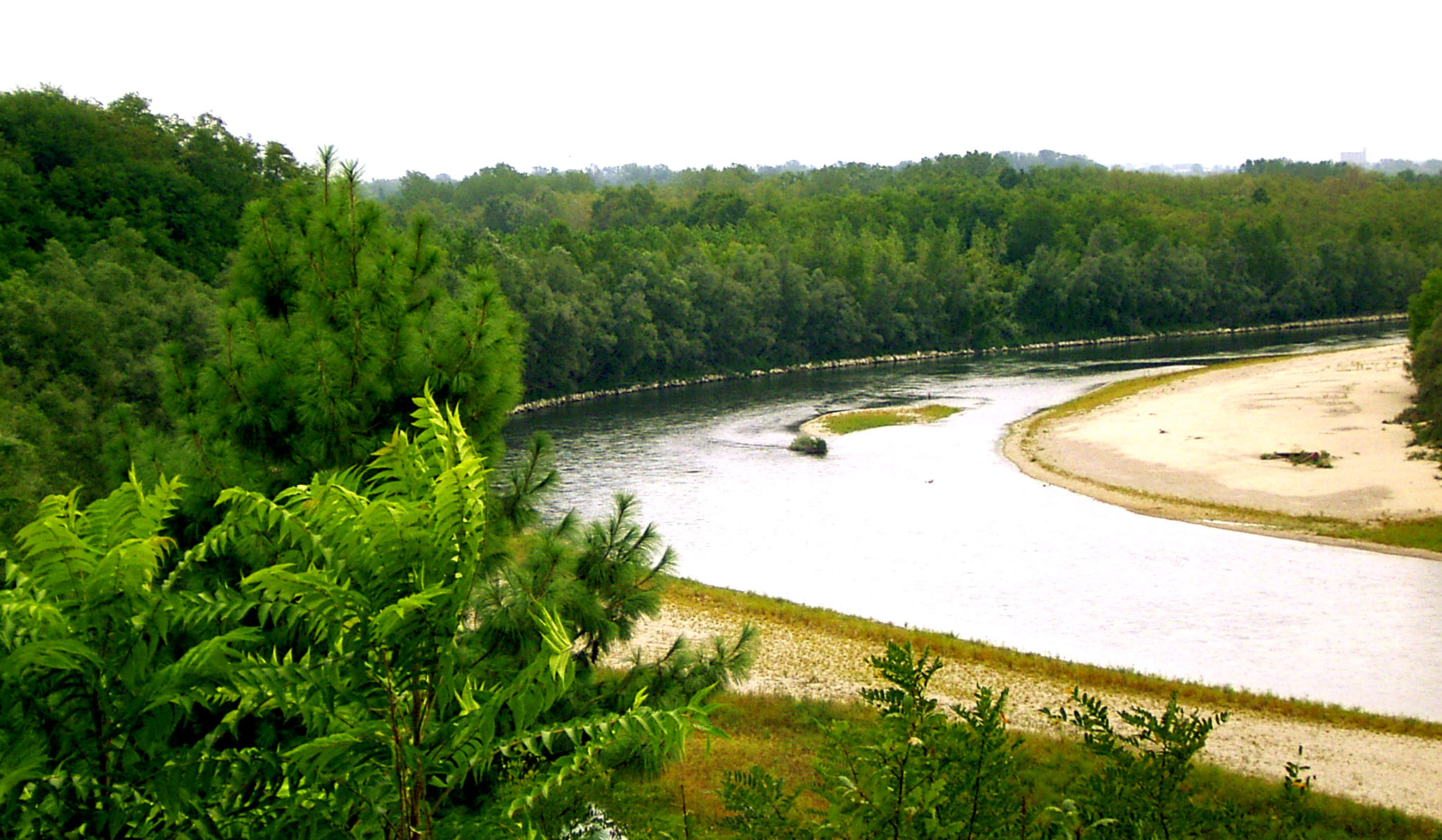
Der Ortsteil Massaua am Ticino

Torre d’Isola ist eine norditalienische Gemeinde (comune) mit 2470 Einwohnern (Stand 31. Dezember 2023) in der Provinz Pavia in der Lombardei. Die Gemeinde liegt etwa vier Kilometer nordwestlich von Pavia am Ticino im Parco naturale lombardo della Valle del Ticino.

## Geschichte
Im 12. Jahrhundert wird der Ort als Ynsula bekannt, der später – ab dem 15. Jahrhundert – als Turris Insulae bezeichnet wird.

## Verkehr
Durch die Gemeinde führt der Autobahnzubringer Autostrada A53 von der Autostrada A7 (Mailand-Genua) nach Pavia.